# Liste des députés tchèques
Les députés de la Sněmovna sont ici listés par législature et par groupe politique.

## Législature 2010–2013 (élections du 28 mai 2010)

### ČSSD(56 sièges)
- Pavel Antonín
- Jan Babor
- Vlasta Bohdalová
- Robin Böhnisch
- František Bublan
- Karel Černý
- Richard Dolejš
- Milada Emmerová
- Jaroslav Foldyna
- Jan Hamáček
- Michal Hašek
- Pavel Holík
- Petr Hulinský
- Jan Chvojka
- Petr Jalowiczor
- Vítězslav Jandák
- Václav Klučka
- Jiří Koskuba
- Jaroslav Krákora
- Jiří Krátký
- Stanislav Křeček
- Jan Látka
- Vladimíra Lesenská
- Alfréd Michalík
- Václav Neubauer
- František Novosad
- Josef Novotný ml.
- Ivan Ohlídal
- Hana Orgoníková
- Jiří Paroubek
- Martin Pecina
- Jiří Petrů
- Pavel Ploc
- David Rath
- Adam Rykala
- Antonín Seďa
- Roman Sklenák
- Ladislav Skopal
- Josef Smýkal
- Bohuslav Sobotka
- Ladislav Šincl
- Zdeněk Škromach
- Jiří Šlégl
- Josef Tancoš
- Jeroným Tejc
- Milan Urban
- Jaroslav Vandas
- Dana Váhalová
- Miroslav Váňa
- Roman Váňa
- Ladislav Velebný
- Václav Votava
- Lubomír Zaorálek
- Cyril Zapletal
- Jiří Zemánek
- Václav Zemek

### Parti démocratique civique(53 sièges)
- Walter Baroš
- Václav Baštýř
- Jan Bauer
- Marek Benda
- Petr Bendl
- Pavel Bém
- Zdeněk Boháč
- Jan Bureš
- Jan Čechlovský
- Jana Černochová
- František Dědič
- Michal Doktor
- Pavel Drobil
- Radim Fiala
- Dana Filipi
- Jana Fischerová
- Jan Florián
- Ivan Fuksa
- Petr Gandalovič
- Zdeňka Horníková
- Tomáš Chalupa
- Miroslav Jeník
- Radim Jirout
- Lenka Kohoutová
- Jaroslav Krupka
- Jaroslav Martinů
- Václav Mencl
- Petr Nečas
- Miroslava Němcová
- Vít Němeček
- Jan Pajer
- Jiří Papež
- Jaroslav Plachý
- Jiří Pospíšil
- Aleš Rádl
- Ivana Řápková
- František Sivera
- Pavel Staněk
- Zbyněk Stanjura
- Pavel Suchánek
- Pavel Svoboda
- Igor Svoják
- David Šeich
- Marek Šnajdr
- Boris Šťastný
- Jiří Šulc
- Petr Tluchoř
- Tomáš Úlehla
- Jan Vidím
- Vladislav Vilímec
- David Vodrážka
- Ivana Weberová
- Jaroslava Wenigerová

### TOP 09(41 sièges)
- Jiří Besser
- Zdeněk Bezecný
- Ludmila Bubeníková
- Václav Cempírek
- Josef Cogan
- Jaromír Drábek
- Jaroslav Eček
- Jan Farský
- Petr Gazdík
- Martin Gregora
- Alena Hanáková
- Leoš Heger
- Václav Horáček
- Jan Husák
- Jitka Chalánková
- Rudolf Chlad
- Michal Janek
- Luděk Jeništa
- Ladislav Jirků
- Miroslav Kalousek
- Jana Kaslová
- Daniel Korte
- Rom Kostřica
- Patricie Kotalíková
- Václav Kubata
- Helena Langšádlová
- František Laudát
- Jaroslav Lobkowicz
- Pavol Lukša
- Jiří Oliva
- Vlasta Parkanová
- Gabriela Pecková
- Stanislav Polčák
- Anna Putnová
- Aleš Roztočil
- Jaroslava Schejbalová
- Karl zu Schwarzenberg
- Jiří Skalický
- Jan Smutný
- Bořivoj Šarapatka
- Renáta Witoszová

### KSČM(26 sièges)
- Vojtěch Adam
- Zuzka Bebarová-Rujbrová
- Petr Braný
- Alexander Černý
- Jiří Dolejš
- Vojtěch FIlip
- Miroslav Grebeníček
- Stanislav Grospič
- Milada Halíková
- Pavel Hojda
- Gabriela Hubáčková
- Jan Klán
- Květa Končická
- Kateřina Konečná
- Vladimír Koníček
- Pavel Kováčik
- Ivana Levá
- Soňa Marková
- Marie Nedvědová
- Josef Nekl
- Miroslav Opálka
- Marie Rusová
- Marta Semelová
- Josef Šenfeld
- Karel Šídlo
- Miloslava Vostrá

### Affaires publiques(24 sièges)
- Lenka Andrýsová
- Michal Babák
- Vít Bárta
- Josef Dobeš
- Jana Drastichová
- Štěpánka Fraňková
- Stanislav Huml
- Otto Chaloupka
- Radek John
- David Kádner
- Kateřina Klasnová
- Kristýna Kočí
- Dagmar Navrátila
- Josef Novotný st.
- Viktor Paggio
- Karolína Peake
- Jiří Rusnok
- Petr Skokan
- Jana Suchá
- Jaroslav Škárka
- Jiří Štětina
- Milan Šťovíček
- Martin Vacek
- Radim Vysloužil